# فيك فيلك
فيك فيلك (بالإنجليزية: Vic Wilk)‏ هو لاعب غولف أمريكي، ولد في 30 أغسطس 1960 في لوس أنجلوس في الولايات المتحدة.

## وصلات خارجية
- فيك فيلك على موقع رابطة لاعبي الغولف المحترفين (الإنجليزية)